# شکستگی جمجمه
شکستگی جمجمه، شکستگی در یک یا چند استخوان از هشت استخوانی است که بخش جمجمه را تشکیل می‌دهند و معمولاً در نتیجه ضربه‌های ناشی از نیروی بلانت رخ می‌دهد. اگر نیروی ضربه بیش از حد باشد، استخوان ممکن است در محل ضربه یا نزدیک آن شکسته شود و باعث آسیب به ساختارهای زیرین جمجمه مانند غشاء، عروق خونی و مغز شود.
در حالی که یک شکستگی ساده جمجمه می‌تواند بدون آسیب‌های فیزیکی یا عصبی مرتبط رخ دهد و به خودی خود معمولاً از نظر بالینی قابل توجه نیست، شکستگی در استخوان سالم نشان‌دهنده این است که نیروی قابل توجهی اعمال شده و احتمال آسیب‌های مرتبط را افزایش می‌دهد. هر ضربه قابل توجه به سر منجر به ضربه مغزی می‌شود، چه با از دست دادن هوشیاری و چه بدون آن.
شکستگی که همراه با یک پارگی سطحی باشد که اپیدرم و مننژها را پاره کند، یا از طریق سینوس‌های پارانازال و ساختارهای گوش میانی عبور کند و محیط خارج را با حفره جمجمه در تماس قرار دهد، شکستگی مرکب نامیده می‌شود. شکستگی‌های مرکب می‌توانند تمیز یا آلوده باشند.
چهار نوع اصلی شکستگی جمجمه وجود دارد: خطی، فرورفته، دیاستاتیک و بازیلار. شکستگی‌های خطی رایج‌ترین نوع هستند و معمولاً برای خود شکستگی نیاز به مداخله ندارند. شکستگی‌های فرورفته معمولاً خرد شده‌اند و بخش‌های شکسته استخوان به سمت داخل جابه‌جا شده‌اند—و ممکن است نیاز به مداخله جراحی برای ترمیم آسیب بافت‌های زیرین داشته باشند. شکستگی‌های دیاستاتیک باعث باز شدن درزهای جمجمه می‌شوند و معمولاً کودکان زیر سه سال را تحت تأثیر قرار می‌دهند. شکستگی‌های بازیلار در استخوان‌های پایه جمجمه رخ می‌دهند.